# Marianna Olkowska
Marianna Olkowska (ur. 6 sierpnia 1945 w Płońsku, zm. 26 maja 2024 w Ciechanowie) – polska poetka, malarka i pisarka.
Z zawodu księgowa. Laureatka wielu konkursów poetyckich, m.in.: O Laur Opina i O Laur Sarbiewskiego. Wiersze publikowała od 1986 r. w prasie, ciechanowskich almanachach literackich, albumie Twórcy... drzewa ziemi naszej, antologii Romantycznej ziemi czar, Słowniku Biograficznym współczesnych poetów religijnych, Almanachu poezji religijnej, czasopismach i miesięcznikach. Wydała dwa autorskie zbiory wierszy:
- Próżno się bronić (1996)
- Spłoszone ptaki powracają (2006).

Swoje obrazy wystawiała wielokrotnie w Ciechanowie, Sierpcu,  Opinogórze i innych miejscowościach. Jej wiersze publikowane były w zeszytach literackich twórców ziemi ciechanowskiej. W roku 2015 została odznaczona orderem Zasłużony dla Kultury Polskiej.
Od roku 2015 wydawała bajki poetyckie dla dzieci:
- Wiosenne Porządki (2015)
- W Poziomkowie (2015)
- Noc Kupały (2016)
- Spacer Po Niebie (2017)

Mieszkała w Ciechanowie, gdzie prowadziła liczne zajęcia plastyczne i poetyckie, szerząc kulturę polską.
Była członkiem Związku Literatów na Mazowszu. 
Zmarła 26 maja 2024, po długiej chorobie w szpitalu w Ciechanowie. 